# 151 Abundantia
Abundantia (asteroide 151) é um asteroide da cintura principal com um diâmetro de 45,37 quilómetros, a 2,5058586 UA. Possui uma excentricidade de 0,0331371 e um período orbital de 1 524 dias (4,18 anos).
Abundantia tem uma velocidade orbital média de 18,50107274 km/s e uma inclinação de 6,4444º.
Este asteroide foi descoberto em 1 de Novembro de 1875 por Johann Palisa.
Este asteroide recebeu este nome em homenagem à deusa Abundância da mitologia romana.